# JNNニュース22プライムタイム
『JNNニュース22プライムタイム』（ジェイエヌエヌニュースにじゅうにプライムタイム）は、TBS系列（JNN）にて1987年10月5日から1988年9月30日まで放送されていたニュース番組である。なお、タイトルロゴ上では『ニュース22プライムタイム JNN』（ニュースにじゅうにプライムタイム ジェイエヌエヌ）と表記された。呼称では『ニュース22プライムタイムJNN』であり、時間短縮のためJNNを省略することがあった。

## 概要
「報道のTBS」の面子とTBSの社運を懸けて、打倒『ニュースステーション』（以下『Nステ』、テレビ朝日系）を目指してスタートした報道番組である。22時台の放送時間帯（プライムタイム）がそのまま番組タイトルの由来となっており、深夜枠からの脱却や色合いの違いを前面を押し出している。また、開始当時に『Nステ』の放送が無かった金曜日の22時台に初めて進出したニュース番組となった。
メインキャスターは、当時TBSと専属契約を結んでいて、『モーニングEye』のメインキャスターだった森本毅郎（元NHKアナウンサー）と、前番組の『ネットワーク』でもキャスターを務めた三雲孝江（当時はTBSアナウンサー）。サブキャスターにはスポーツアナウンサーの中村秀昭、スポーツキャスターには松宮一彦（いずれも当時はTBSアナウンサー）、コメンテーターには嶌信彦を起用した。
ただ、視聴率はニュース番組の競合が無かった1988年3月までの金曜日の放送を除いて『Nステ』には結局勝てず、またキャスターの森本が「フライデー」に不倫現場を報じられ暫く謹慎、スポンサーのリクルートコスモス（リクルートの不動産子会社、現在は大和ハウス工業の不動産子会社・コスモスイニシア）がリクルート事件（収賄事件）に関連するなどミソがついてしまったこともあり、僅か1年で放送は終了。その後は『JNNニュースデスク'88 → JNNニュースデスク'89』へと衣替えするもこれも視聴率は低迷したことで、僅か2年でTBS系列は22時台のニュース番組から撤退することになった。

### メインキャスター人選に関して
当初、本番組のキャスターには黒柳徹子の起用が予定されており、所属事務所からも了解を得られていたが、黒柳のキャスター就任のためには同じ生放送である『ザ・ベストテン』の司会も含めて既存のレギュラー番組を全て降板せねばならないことや、仮にキャスターになったとすると、常に久米宏と比較されて見られることに黒柳本人が難色を示したため、この話は流れてしまった。
また、当時朝日新聞社員だった筑紫哲也にもキャスター就任の打診があったが、朝日新聞傘下であり『日曜夕刊!こちらデスク』などで筑紫と関りの深いテレビ朝日が「引き抜きだ」としてTBSに猛反発、さらに筑紫本人も打診に前向きな姿勢を見せてしまったことから朝日新聞社内に波紋を拡げてしまい、遂には朝日・TBS両社のトップ会談にまで発展したが、TBSが「無理押しは出来ない」と折れたことで立ち消えになった。この件がきっかけで筑紫はニューヨークに転勤。駐在時の1989年夏にTBSからの再度の打診を受け入れ朝日新聞社を退社、同年秋の改編で22時台のニュース番組から撤退することに伴い『筑紫哲也 NEWS23』がスタートすることとなる。

## 出演者
メインキャスター（アンカーパーソン）
- 森本毅郎（当時・TBS局契約アナウンサー。元・NHKアナウンサー）
- 三雲孝江（当時・TBSアナウンサー、前番組『ネットワーク』から続投）

サブキャスター（アシスタント）
- 中村秀昭（当時・TBSアナウンサー）

スポーツキャスター
- 松宮一彦（当時・TBSアナウンサー）

コメンテーター
- 嶌信彦

ゲスト
- 桂三枝

レポーター
- 杉崎一雄
- 田中良紹
- 平井和生
- 小暮裕美子

## 本番組のスタートに影響された主な番組枠
- 月曜ロードショー（月曜21 - 23時）→火曜日20時枠に移動して『ザ・ロードショー』
- そこが知りたい（火曜22時）→火曜19時枠に移行 ※一部JNN系列は別番組
- 水曜ドラマスペシャル（水曜21時 - 23時）→月曜から木曜の23時台に帯ドラマ枠「ドラマ23」を新設
- 中村敦夫の地球発22時（木曜22時、MBS制作）→土曜23時枠に移行し、タイトルを「〜地球発23時」に改題。中村はその後、19時からに移行した際、度重なる時間変更に激怒して自主降板した。
- 金曜ドラマ（金曜22時）→「水曜ドラマ」に改題のうえ、スポンサーごと水曜21時枠に移行
- 火曜9時ドラマ（火曜21時） →ドラマ枠を月曜9時ドラマ（月曜21時）に移行

## 放送時間
平日 22:00 - 22:54（JST）
- ただし、水曜日と金曜日はナイター中継が延びた場合は最大30分遅れで開始することがあった。